# NGC 3311

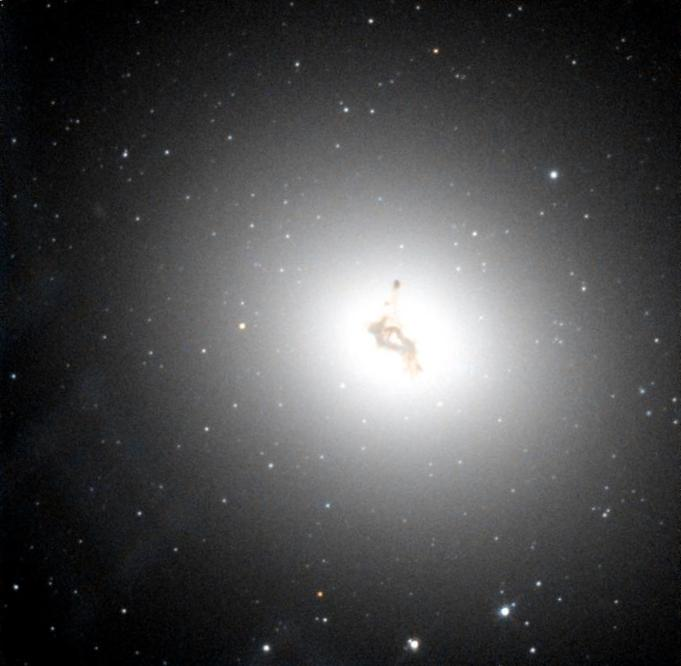
Hình ảnh của NGC 3311 chụp bằng kính viễn vọng không gian Hubble

NGC 3311 là tên của một thiên hà elip siêu khổng lồ (kích thước ước tính là khoảng 230000 năm ánh sáng) nằm trong chòm sao Trường Xà. Khoảng cách của nó với chúng ta là khoảng xấp xỉ 190 triệu năm ánh sáng. Vào ngày 30 tháng 3 năm 1835, nhà thiên văn học người Anh gốc Đức William Herschel phát hiện ra thiên hà này. Nó là thiên hà sáng nhất trong cụm Trường Xà và tạo thành một cặp với NGC 3309. Cùng với đó, thiên hà này nằm trong vùng trung tâm của cụm Trường Xà.
Ngoài ra, thiên hà này có rất nhiều cụm sao cầu lớn, do vậy nó có thể cạnh tranh với Messier 87 trong cụm Xử Nữ.

## Đặc tính vật lí
Vùng trung tâm của NGC 3311 thì bị bao phủ bởi đám mây bụi với bán kính xấp xỉ là 1700 năm ánh sáng. Cấu trúc vô định hình và hình thái học hỗn tạp của nó cho thấy nó đa được hợp thành với một thiên hà khác cách đây 10 triệu năm trước. Kì lạ là vỏ và đường tròn Isophote của nó không bị biến dù sự hợp thành đã xảy ra cách đây không lâu. Giả thuyết về nguồn gốc của đám mây bụi có thể là do luồng chảy lạnh hoặc do sự cố của gió thiên hà. Khối lượng của đám mây bụi này là khoảng 4600 lần khối lượng mặt trời.
Trong NGC 3311, vùng trung tâm của nó được phát hiện là có rất nhiều những ngôi sao có ánh sáng xanh. Quang phổ của nó dường như giống một vùng H II. Quá nhiều ngôi sao có ánh sáng xanh có lẽ là do sự hình thành sao đang bắt đầu diễn ra trong thiên hà này.

## Dữ liệu hiện tại
Theo như quan sát, đây là thiên hà nằm trong chòm sao Xử Nữ và dưới đây là một số dữ liệu khác:
Xích kinh 10h 36m 42.8s
Độ nghiêng −27° 31′ 42″
Giá trị dịch chuyển đỏ 0.012759
Cấp sao biểu kiến 12.65
Vận tốc xuyên tâm 3825 km/s
Kích thước biểu kiến 3.5 x 2.9
Loại thiên hà cD2, E+2